# Иньоню (квартал в Кючюкчекмедже)
„Иньоню“ (на турски: İnönü) е квартал на Истанбул, разположен в градска околия Кючюкчекмедже. Общата му площ е 1,9 км2. Според данни на Адресната система за регистриране на населението (ABPRS) към 2023 г. населението на „Иньоню“ е 72 334 жители.